# Blue Mound, Texas
Blue Mound là một thành phố thuộc quận Tarrant, tiểu bang Texas, Hoa Kỳ. Năm 2010, dân số của xã này là 2394 người.

## Dân số
- Dân số năm 2000: 2388 người.
- Dân số năm 2010: 2394 người.